# Bernd Gerstner
Bernd Gerstner (* 31. Juli 1944) ist ein ehemaliger deutscher Fußballspieler. Der Offensivspieler hat von 1968 bis 1970 beim TSV 1860 München in der Fußball-Bundesliga acht Spiele (1 Tor) absolviert.

## Laufbahn
Erste sportliche Erfolge feierte der Mittelrhein-Auswahlspieler unter Trainer Jakob Wimmer bei seinem Stammverein SV Schlebusch. Mit dem Leverkusener Amateurligisten wurde der junge Stürmer 1964 Meister der Verbandsliga Mittelrhein, der damals höchsten deutschen Amateurklasse. Zudem wurde Gerstner mit der Verbandsauswahl des Mittelrheins durch einen 4:0-Erfolg im Endspiel gegen Südbaden auch Sieger des Länderpokals 1964. Im damals praktizierten WM-System stürmte er als Mittelstürmer, Klaus Ackermann von Germania Hamm auf Linksaußen und Karl Lambertin hielt als Abwehrchef die Abwehr zusammen. Wie auch sein Mannschaftskamerad Herbert Bönnen, der zum Deutschen Meister 1. FC Köln ging, verließ das Sturmtalent in jenem Sommer den Verein – Ferdinand Heidkamp hatte sich bereits 1963 Viktoria Köln angeschlossen – und wechselte zum Bundesliga-Absteiger Preußen Münster. Münster hatte noch neben Gerstner die Spieler Werner Schütte, Helmut Heeren, Ernst Tippelt und den Stürmerkollegen aus der Verbandsauswahl, Klaus Ackermann, verpflichtet. In der zweitklassigen Regionalliga West debütierte Gerstner am 9. August 1964 bei einem 2:0-Heimerfolg in der Mannschaft von Trainer Richard Schneider gegen den Wuppertaler SV. Er bildete zusammen mit Karl-Heinz Kiß, Manfred Pohlschmidt, Ernst Tippelt und Hermann Lulka dabei auf Mittelstürmer die Angriffsreihe der Preußen. Am Rundenende belegte er mit Münster den 8. Rang und hatte in 20 Ligaeinsätzen acht Tore erzielt. Vor dem zweiten Jahr in Münster, 1965/66, kamen mit Erwin Kostedde, Dieter Reh und Rainer Schönwälder weitere neue Offensivkräfte in den Spielerkader, im dritten Jahr, 1966/67, mit Werner Anzill und Günter Augustat nochmals zwei Angreifer. Zum Erreichen der Spitzenplätze zum Einzug in die Bundesligaaufstiegsrunde reichte es aber nie. Der ehemalige Oberliga- und Bundesligatorhüter Herbert Eiteljörge wird dazu wie folgt zitiert: „Der Vorsitzende Dr. Berg hatte sehr gute Leute nach Münster geholt und trotzdem noch mit der Verpflichtung des jugoslawischen Trainers Mihajlović einen gravierenden Fehler gemacht. Wenn die Rückkehr in die Bundesliga möglich gewesen wäre, dann in der Saison 1966/67. Die SCP-Spieler waren so mit das Beste, was im Westen spielte. Wir hatten eine Bombentruppe, aber den falschen Trainer. Mihailovic entwickelte keine Spielkultur, sondern machte aus uns Leichtathleten. 5000-Meter-Läufe, 400-Meter-Staffeln und 100-Meter-Sprints, das waren unsere Trainingseinheiten. Wir haben im Training nur die Aschenbahn gesehen. Und Spaß gab es bei uns überhaupt nicht mehr.“ Mit dem Einsatz am 34. Rundenspieltag, den 15. Mai 1967, bei einer 0:3-Heimniederlage gegen Hamborn 07, endete die dreijährige Zeit von Gerstner in Münster. Mit der Angriffsformation Gerstner, Reh, Kostedde, Augustat und Ackermann gelang kein Treffer. Der Offensivspieler hatte insgesamt in 47 Regionalligaspielen 15 Tore erzielt und schloss sich zur Saison 1967/68 dem Regionalliga-Aufsteiger Lüner SV an.
Gleich am ersten Rundenspieltag, den 13. August 1967, erzielte Gerstner beim 2:1-Auswärtserfolg vor 12.000 Zuschauern gegen Rot-Weiss Essen auf Rechtsaußen den Siegtreffer für seinen neuen Verein. Unter Trainer Werner Nagerski und neben Mitspielern wie Erhard Ahmann, Hans Bradatsch, Peter Demhartner, Manfred Rüsing und Dieter Zorc absolvierte Gerstner für den LSV 33 Regionalligaspiele und überzeugte nicht nur dank seiner zehn Treffer. Die Mannschaft von der Kampfbahn Schwansbell belegte den 8. Rang und Gerstner nahm das Angebot des Bundesligisten TSV 1860 München an und wechselte zur Saison 1968/69 nach München.
Die „Löwen“ hatten neben Gerstner auch noch die weiteren Neuzugänge Jürgen Schütz, Klaus Fischer, Hans Linsenmaier, Helmut Roth und Franz Schäffner verpflichtet. Es lief nicht gut beim Bundesligameister des Jahres 1966, Trainer Albert Sing wurde zum 1. November 1968 von Hans Pilz abgelöst und der Mann aus Lünen wurde lediglich in drei Bundesligaspielen (1 Tor) eingesetzt. Im zweiten Jahr bei 1860 kamen noch fünf weitere Bundesligaeinsätze hinzu. Mit dem Spiel am 28. Februar 1970, einer 1:3-Auswärtsniederlage beim FC Schalke 04, verabschiedete sich Gerstner aus der Bundesliga. Er hatte sich, auch aufgrund einer längeren Knieverletzung, in diesem Verein nicht durchsetzen können. Im Sommer 1970 wechselte Bernd Gerstner zum KSV Hessen Kassel in die Regionalliga Süd.
Mit der Elf vom Auestadion erreichte er 1970/71 unter Trainer Heinz Baas den 3. Rang, zwei Punkte hinter Vizemeister Karlsruher SC. Dem KSV standen in dieser guten Runde mit Gerstner (24-4), Herbert Maciossek (32-20), Reinhard Adler (34-19), Ernst Martin (26-6), Gerhard Grau (30-3) und Reiner Künkel (19-4) erstklassige Angreifer zur Verfügung. Aber auch die Defensive war mit Torhüter Rolf Birkhölzer, Holger Brück, Heinrich Dittel und Alfred Resenberg gut besetzt. Im Sommer 1972 beendete Gerstner seine höherklassige Laufbahn als Fußballer.